# South Kootenay Pass
South Kootenay Pass är ett bergspass på gränsen mellan provinserna British Columbia och Alberta i Kanada. Det ligger 2 088 meter över havet.